# Iwan Fjodorowitsch Laskowski
Iwan Fjodorowitsch Laskowski (russisch Иван Фёдорович Ласковский, wiss. Transliteration Ivan Fëdorovič Laskovskij; geb. 1799; gest. 1855), auch bekannt in der Namensform Jean Laskowski, war ein russischer Komponist und Pianist, der keine systematische musikalische Ausbildung erhalten hatte. Er war ein Beamter im Kriegsministerium. Er galt als einer der besten Pianisten der St. Petersburger High Society. Als Komponist entwickelte Laskowski die lyrisch-romantische Richtung der russischen Klaviermusik. 

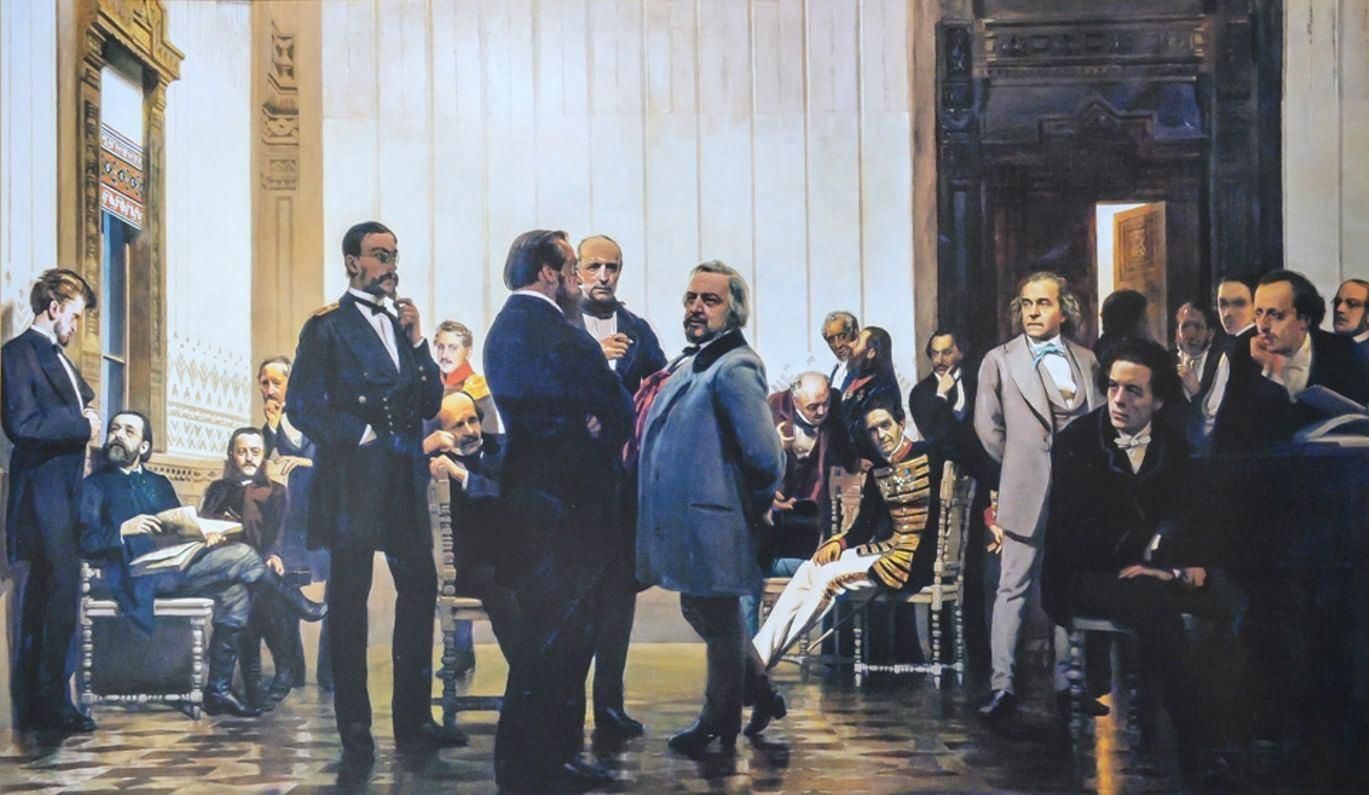
Der Komponist I. F. Laskowski (1799–1855) auf dem Gemälde Slawische Komponisten von Ilja Repin (Öl auf Leinwand, 1871–1872) – hinter dem hinter der vorderen mittleren Personengruppe auf einen Stuhl sitzenden A. S. Dargomyschski (1813–1869) dargestellt.

Der Komponist M. A. Balakirew (1837–1910) brachte seine Hochschätzung von Laskowski nach der Russischen Musikzeitung (Русская музыкальная газета) mit den folgenden Worten zum Ausdruck:

«Фортепианная музыка хотя и была затронута Глинкою, но первым фортепианным русским композитором следует признать покойного Ивана Фёдоровича Ласковского… Пьесы Ласковского предоставляют богатый материал для пианиста… За Ласковским непосредственно следуем мы.»

„Obwohl die Klaviermusik von Glinka berührt wurde, sollte der verstorbene Iwan Fjodorowitsch Laskowski als der erste russische Klavierkomponist anerkannt werden... Laskowskis Stücke bieten dem Pianisten reichhaltiges Material... Wir folgen Laskowski direkt.“

Der Einschätzung des Diccionario enciclopédico de la música zufolge komponierten russische Komponisten wie Alexander Guriljow (1803–1858) und Iwan Laskowski (1799–1855) unter dem Einfluss von Chopin und Field eine Reihe raffinierter Klavierwerke, darunter Laskowskis Nocturne in B-Dur und Ballade in fis-Moll, offensichtliche Vorläufer der Klavierwerke von Balakirew und Tschaikowski.
Den Schwerpunkt des recht umfangreichen Werkes Laskowskis bilden die kleineren kompositorischen Formen, darunter viele Tänze: Galops et Menuets, Impromptus und Etüden, Polkas, Mazurken,  Nocturnes, Walzer, Scherzos, Tarantelles, Walzer u. a.
Balakirew hat die Sämtlichen Klavierwerke Laskowskis in sechs Teilen in den Jahren 1858–1859 veröffentlicht.
Eine Auswahl seiner Klavierwerke erschien im Verlag von J. Rieter-Biedermann in Leipzig.

## Werke (Auswahl)
Laskowski schrieb hauptsächlich für das Klavier: Mazurken (22), Walzer (13) usw. Die Gesamtzahl seiner Werke beträgt älteren Angaben aus dem Brockhaus-Efron zufolge 70, der Webseite des Moskauer Tschaikowski-Konservatoriums zufolge schrieb er hingegen 78 veröffentlichte Klavierwerke.
- Barcarole[13]
- Nocturne in B-Dur
- Ballade in fis-Moll
- Variationen über Kamarinskaja[14]
- Pensée fugitive Op.28
- Mazurka Op.30